# Haynes International
Haynes International Inc. is een fabrikant van legeringen. Er werken meer dan 1070 mensen wereldwijd en de omzet bedraagt $ 434,4 miljoen in 2007. Het hoofdkwartier zit in Kokomo. Het bedrijf is gespecialiseerd in legeringen voor hoge temperatuur en die corrosiebestendigd zijn. Een van de bekendste merknamen is Hastelloy